# Vitrac (Puy-de-Dôme)
Vitrac ist eine französische Gemeinde mit 338 Einwohnern (Stand: 1. Januar 2022) im Département Puy-de-Dôme in der Region Auvergne-Rhône-Alpes. Sie gehört zum Arrondissement Riom und zum Kanton Saint-Georges-de-Mons (bis 2015: Kanton Manzat). Die Einwohner werden Vitraires genannt.

## Geographie
Vitrac liegt etwa 19 Kilometer westnordwestlich von Riom und etwa 26 Kilometer nordwestlich von Clermont-Ferrand in den Monts Dômes am Sioule, der die Gemeinde im Nordwesten begrenzt. Umgeben wird Vitrac von den Nachbargemeinden Saint-Gervais-d’Auvergne im Norden und Nordwesten, Châteauneuf-les-Bains im Norden, Saint-Angel im Osten und Nordosten, Manzat im Osten und Südosten, Saint-Georges-de-Mons im Süden sowie Queuille im Westen und Nordwesten.

## Bevölkerungsentwicklung
| Jahr                       | 1962 | 1968 | 1975 | 1982 | 1990 | 1999 | 2006 | 2013 |
| Einwohner                  | 342  | 347  | 301  | 284  | 307  | 319  | 332  | 337  |
| Quellen: Cassini und INSEE |      |      |      |      |      |      |      |      |

## Sehenswürdigkeiten
- Kirche Saint-Patrocle